# Борислав Боро Алексић
Борислав Боро Алексић (Сарајево, 28. април 1936 — 18. јануар 2019) српски је графичар, сликар и ликовни педагог.

## Биографија
Борислав Алексић је рођен у Сарајеву 28. априла 1936. где је завршио основну школу па затим Школу за примењену умјетност у Сарајеву (1955) и Академију примењених уметности у Београду (1958).
Самостално је почео да излаже већ од 1960. године а учествовао је на скоро свим значајним изложбама графике у СРБиХ и Југославији. Графички опус му је обимнији и значајнији од сликарског.
Поред графике и сликарства бавио се послом ликовног педагога тј. био је професор у Школи за промењену умјетност у Сарајеву. Био је доцент на Академији ликовних уметности у Сарајеву на предмет цртање-сликање 1972. године, који предаје у звању ванрадног професора до одласка 1982. године.
По избијању грађанског рата и распада СФРЈ, потпуно се повукао из јавног живота.
Преминуо је 2019. године.

## Награде
- 1972. Гран при на 3. бијеналу графике у Фиренци,
- 1973. награда УЛУБиХ,
- 1975. Двадесетседмојулске награде БиХ